# Маркулино Моку
Маркули́ну Жозе́ Ка́рлуш Мо́ку (на португалски: Marcolino José Carlos Moco) е анголски политик от Народно движение за освобождение на Ангола - Партия на труда, трети министър-председател на Ангола. На този пост е от 1992 до 1996 година. През 1996 година е избран за първи изпълнителен секретар на общността на португалоезичните държави. На този пост е до 2000 година.
| Герб на Ангола | Министър-председатели на Ангола |
| Герб на Ангола | Лопу Фортунату Ферейра ду Нашсименту \| Фернанду Жузе ди Франса Диаш Ван-Дунем \| Маркулино Моку \| Фернанду Жозе де Франса Диаш Ван-Дунем \| Фернанду да Пиедаде Диаш душ Сантуш \| Пауло Касома |